# Rue Charles-Weiss
La rue Charles-Weiss est une voie du 15e arrondissement de Paris, en France.

## Situation et accès
La rue Charles-Weiss est une voie privée située dans le 15e arrondissement de Paris. Elle débute au 45, rue Labrouste et se termine au 52, rue Castagnary.

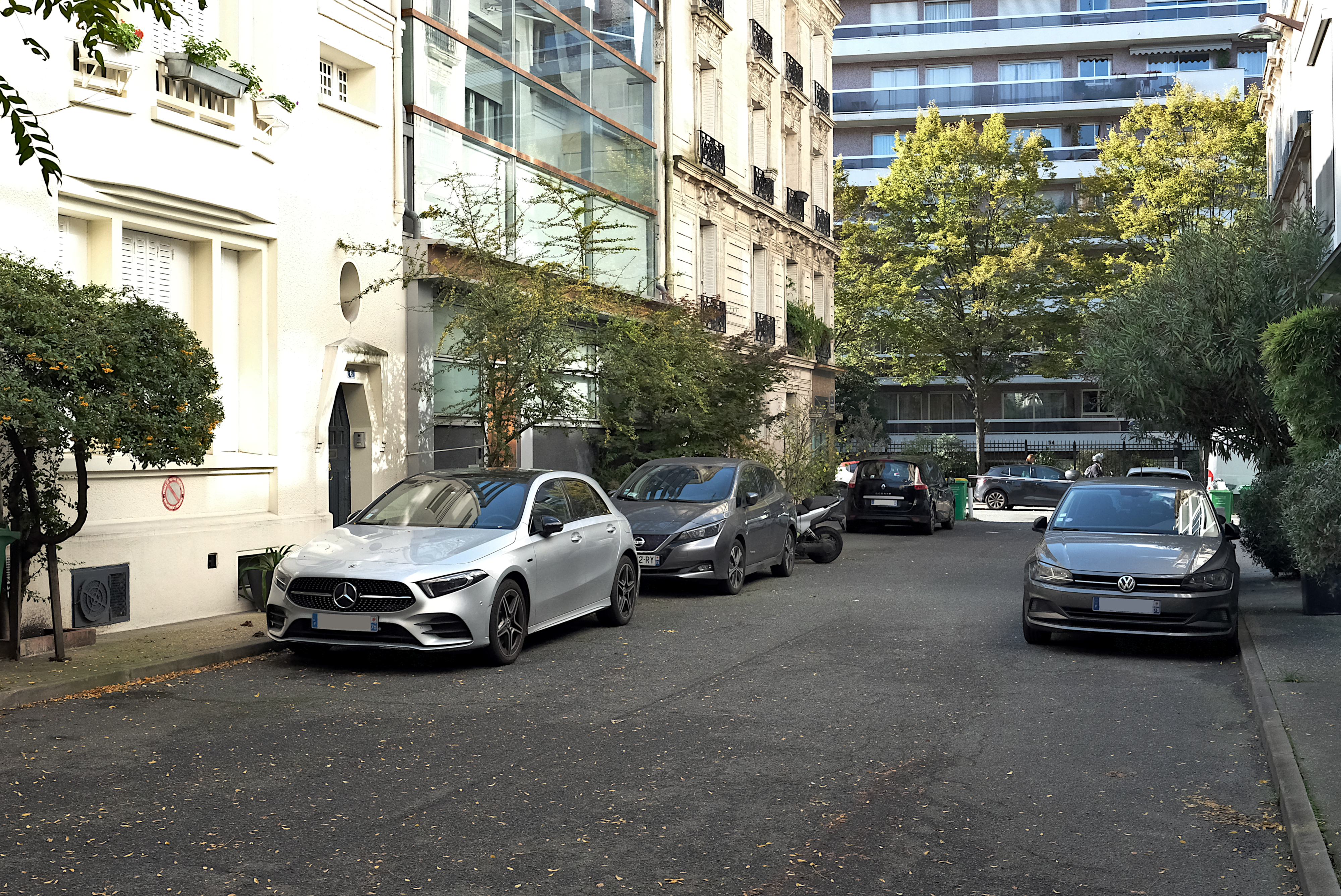
La rue en 2024.
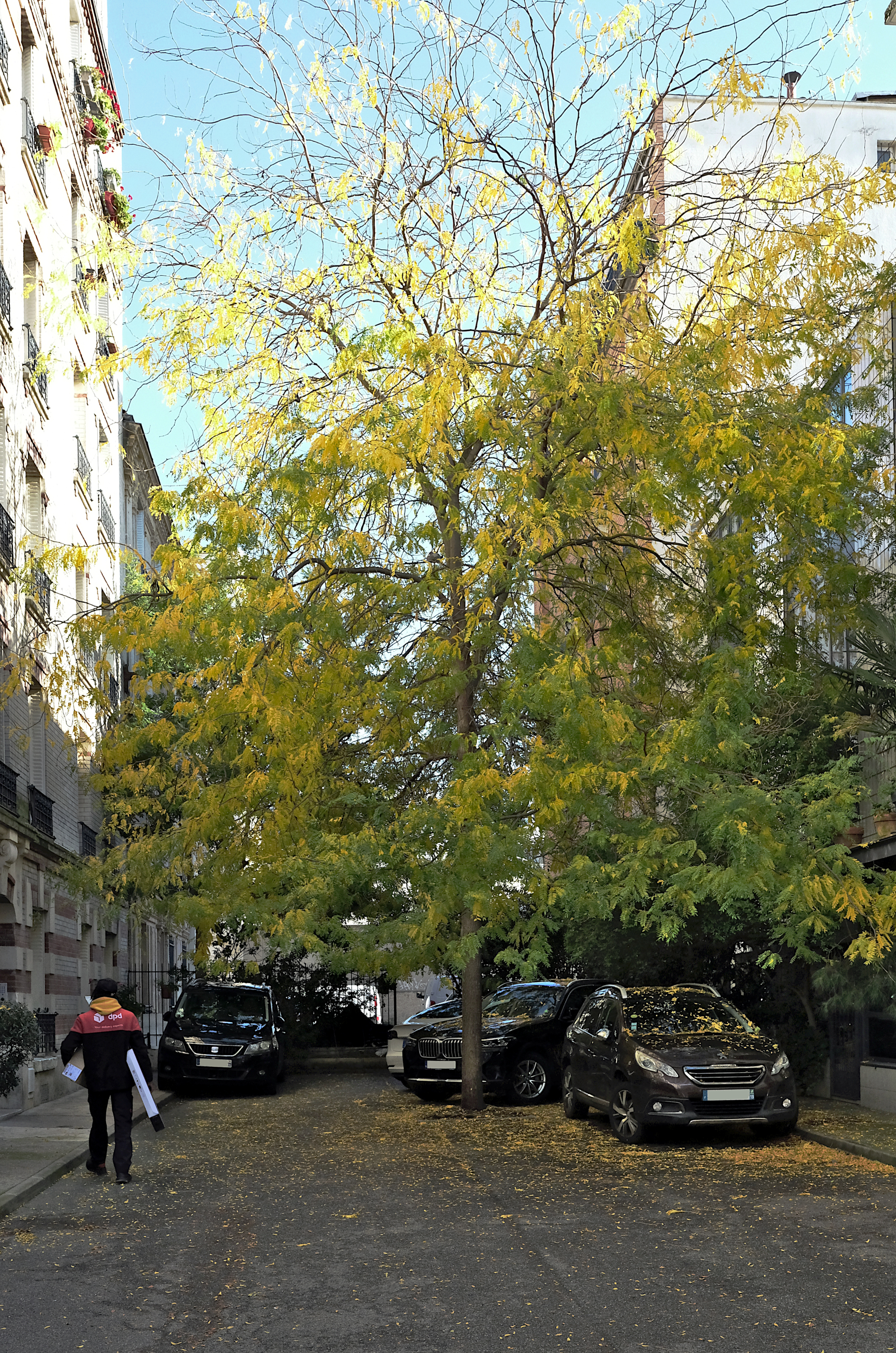
La rue côté rue Labrouste.
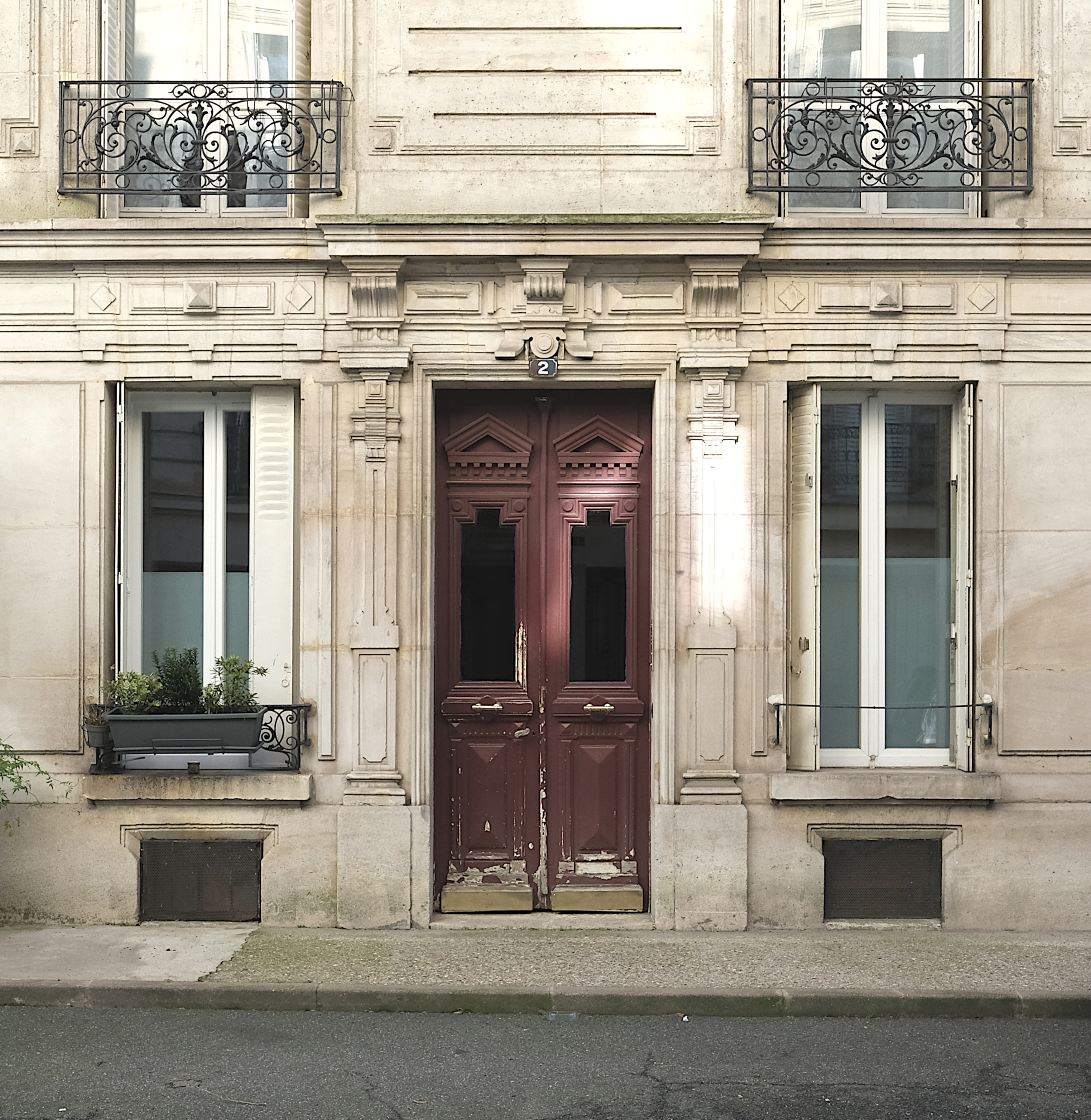
No 2 de la rue.

## Origine du nom
Cette voie est nommée d'après Charles Weiss, le propriétaire des terrains sur lesquels la voie a été ouverte.

## Historique
Au 8, maison atelier construit en 1928 sous la direction de l’architecte Marcel Zielinski (1885-1947). Cette maison atelier était occupée par le peintre Louis Ferdinand Renaud.